# Upplands runinskrifter 546
Upplands runinskrifter 546 är en vikingatida runsten av röd sandsten i Husby-Sjuhundra kyrka, Husby-Sjuhundra socken och Norrtälje kommun. Runstenen är 1,63 meter hög och 0,65 meter bred. Runhöjden är 6-7 centimeter. De första delarna av stenen hittades vid öppnandet av en grav på kyrkogården 1900. 1952 återfanns ett fragment som hör till stenen och ytterligare nio fragment som kompletterade U 546 hittades 1978.

## Inskriften
Translitterering av runraden:
ahni · ok · au(þ)ulfr · auk · suni · litu · rita · st(a)...(a) · e...-ʀ ...(b)(i)arn · faþur · ...n
Normalisering till runsvenska:
Agni ok Auðulfʀ ok Suni letu retta stæ[in]a æ[fti]ʀ ...biorn, faður [si]nn.
Översättning till nusvenska:
Agne och Ödulf och Sune läto resa stenarna efter Björn (?), sin fader